# Hessische Pflegemedaille

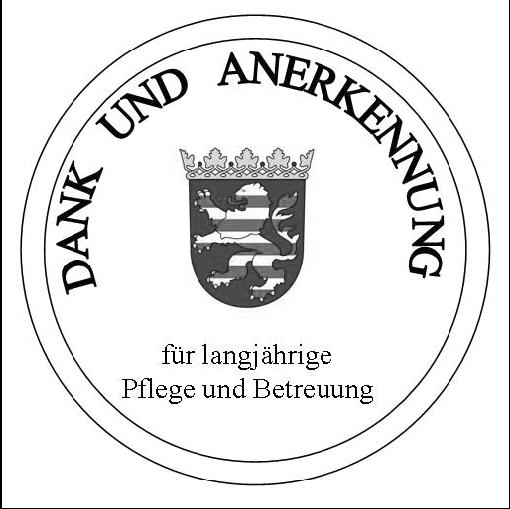
Logo Hessische Pflegemedaille

Die Hessische Pflegemedaille wurde am 15. September 2004 gestiftet und ist eine Ehrung der Hessischen Landesregierung für „Personen, die sich besondere Verdienste um pflegebedürftige, kranke oder behinderte Menschen erworben haben“.

## Verleihungsberechtigter Personenkreis
Mit der Pflegemedaille des Landes Hessen können Personen ausgezeichnet werden, die einen pflegebedürftigen, kranken oder behinderten Menschen in Hessen im häuslichen Bereich unentgeltlich über mindestens fünf Jahren gepflegt und betreut haben und der Auszeichnung würdig sind. Kürzere Unterbrechungen schließen eine Ehrung jedoch nicht kategorisch aus. Pflegepersonen sind dabei diejenigen, die dem pflegebedürftigen, kranken oder behinderten Menschen nahestehen oder ihn im Wege der nachbarlichen Hilfe pflegen und betreuen. Die Pflege sollte zum Zeitpunkt des Vorschlages nicht länger als ein Jahr zurückliegen.

## Vergabe
Vorschlagsberechtigt sind die Kirchen und Religionsgemeinschaften, die Verbände der freien Wohlfahrtspflege, die privatgewerblichen Verbände der Alten- und Behindertenhilfe, die Landesseniorenvertretung Hessen, der Beauftragte der Hessischen Landesregierung für behinderte Menschen, Selbsthilfegruppen, die Gemeinden und Kreise und jede natürliche Person. Der Vorschlag ist über den Landrat bzw. den Oberbürgermeister an den Sozialminister zu richten, der die Pflegemedaille des Landes Hessen verleiht.

## Aushändigung
Die Pflegemedaille wird von der Sozialministerin oder dem Sozialminister verliehen. Über die Verleihung wird zudem eine Urkunde ausgestellt. Die Aushändigung kann jedoch auch auf andere Mitglieder des Kabinetts übertragen werden. Die Pflegemedaille und die Urkunde gehen mit Verleihung in das Eigentum des Beliehenen über. Über die Verleihung wird im Staatsanzeiger des Landes Hessen berichtet.

## Aussehen und Beschaffenheit
Die in Porzellan ausgeführte, im Durchmesser 8 cm große runde Medaille zeigt auf der Vorderseite über den Worten für langjährige Pflege und Betreuung das Landeswappen und trägt kreisförmig die Inschrift Dank und Anerkennung.

## Rechtsgrundlage und Weblink
- Erlass über die Stiftung der Pflegemedaille des Landes Hessen vom 14. September 2004